# Lieu noir
Pollachius virens
Espèce
Le lieu noir (Pollachius virens), aussi dénommé colin et parfois encore appelé colin noir est une espèce de poissons prédateurs appartenant à la famille des Gadidae.
L'espèce voisine Pollachius pollachius est dénommée lieu jaune ou simplement colin.

## Description
Le lieu noir ou colin noir (France), goberge (Québec) présente une mâchoire inférieure proéminente et un ventre argenté. D'environ 50 cm à l'âge de 5 ans, il vit une trentaine d'années et peut alors atteindre 1,3 m. C'est un prédateur endurant, dont la nage est relativement rapide,.

## Écologie
C'est un poisson carnivore qui effectue des migrations, autrefois abondant et jouant donc un rôle important dans l'écosystème marin. Son cycle nycthéméral a fait l'objet d'études qui ont montré, par exemple, que les bancs de juvéniles sont plus ou moins compacts selon l'heure du jour et de la nuit ou à l'aube et au crépuscule.

## Reproduction
Les juvéniles peuvent utiliser les habitats rocheux de la zone intertidale.
Ils peuvent alors nourrir divers oiseaux marins dont le cormoran Phalacrocorax aristotelis L..

## Parasitoses
Comme celle de tous les poissons, cette espèce peut être parasitée, par exemple par :
- Anisakis simplex[9] ;
- Lepeoptheirus salmonis Krøyer[10] ;
- Caligus elongatus Nordmann[10].

## Pêche industrielle
C'est l'une des espèces d'intérêt commercial les plus recherchées en Atlantique avec la morue (Gadus morhua), l'aiglefin (Melanogrammus aeglefinus) et le merlu (Merluccius merluccius) qui vivent dans les mêmes environnements.
Les prélèvements annuels effectués par la flotte européenne en Atlantique Nord ont atteint 600 000 tonnes en 1970 et ont décru progressivement jusqu'à 300 000 tonnes en 2014, après une période de surpêche dans les années 2010 - 2011. La Norvège réalise plus de la moitié des prélèvements.

## Pêche de loisir en France
Le lieu peut être pêché à partir de la plage d'Étretat en Normandie, aux mois de mars et avril, avec des artifices rouge et jaune.[citation nécessaire] Il est un peu moins important économiquement que les autres Gadidae.

## Gastronomie
Le lieu noir est souvent appelé colin, nom également attribué (dans une très large confusion) à d'autres espèces, la principale restant le merlu.
Le surimi est principalement produit à partir de la chair du lieu noir (ou goberge)[réf. nécessaire].
Les lieus noirs pêchés à proximité des fermes d'élevage de saumon ont un régime alimentaire dominé par les granulés pour saumon, ce qui modifie défavorablement le goût et la composition en acides gras de leur chair, (tout comme ceux de la chair du saumon d'élevage).